# Paul Cartledge
Paul Anthony Cartledge (24 de marzo de 1947 (77 años) es un académico británico especialista en historia antigua. De 2008 a 2014 ha sido A. G. Leventis Professor of Greek Culture en la Universidad de Cambridge. Anteriormente fue profesor de Historia de Grecia en Cambridge.

## Estudios
Cartledge estudió en la St Paul's School de Londres  y en el New College de Oxford , donde junto a sus contemporáneos Robin Lane Fox y Terence Irwin, fue alumno de G.E.M. de Ste. Croix. Se graduó como Bachelor of Arts. Más tarde fue ascendido a Master of Arts (MA Oxon), en 1969. Continuó en la Universidad de Oxford para emprender estudios de posgrado. Completó un doctorado de Filosofía (PhD) bajo la supervisión del profesor Sir John Boardman. Su tesis se centró en la arqueología espartana.

## Carrera académica
Cartledge fue profesor en la Universidad de Úlster de 1972 a 1973, en el Trinity College de Dublín, de 1973 a 1978, y en la Universidad de Warwick de 1978 a 1979. En octubre de 1979 se trasladó a la Universidad de Cambridge, donde es miembro del Clare College.
En 2008 Cartledge fue elegido para ocupar la cátedra A. G. Leventis Professorship of Greek Culture en la Universidad de Cambridge, puesto que ha ocupado hasta su jubilación en septiembre de 2014.
Cartledge tiene una cátedra global en la Universidad de Nueva York, financiada por el Parlamento griego, y se sienta en el Consejo consultivo europeo de la editorial académica Princeton University Press.
Cartledge es vicepresidente del Comité Británico para la Reunificación de los Mármoles del Partenón,y es partidario del retorno de dichos Mármoles a Grecia.

## Campo de estudio
Su campo de estudio es Atenas y Esparta en la época clásica.

## Vida personal
Cartledge está casado con Judith Portrait, quién actúa como fideicomisaria de parte del accionariado de la familia Sainsbury.
En agosto de 2014, Cartledge fue una de las 200 figuras públicas firmantes de una carta a The Guardian que se opusieron a la independencia escocesa en el período previo al referéndum de septiembre sobre esta cuestión.

## Publicaciones
- Aristophanes and His Theatre of the Absurd (1989), Duckworth. ISBN 1-85399-114-7.
- Nomos : Essays in Athenian Law, Politics and Society (1991), Cambridge University Press. ISBN 0-521-37022-1 .
- Spartan Reflections, una colección de los ensayos nuevos y revisados (Duckworth, 2001), ISBN 0-7156-2966-2.
- Sparta and Lakonia (2ª edición en 2002).
- Hellenistic and Roman Sparta  (edición revisada en 2002), (con Anthony Spawforth).
- The Greeks: A Portrait of Self and Others (2ª edición en 2002), el producto de la investigación de la autodefinición griega.
- Kosmos: essays in Order, Conflict and Community in Classical Athens   (coautor Paul Millett; (2002), Cambridge University Press. ISBN 0-521-52593-4
- The Spartans: An Epic History (2ª edición en 2003).
- Alexander the Great: The Hunt for a New Past (2004).
- Helots and Their Masters in Laconia and Messenia: Histories, Ideologies, Structures (2004), Center for Hellenic Studies. ISBN 0-674-01223-2.
- Thermopylae: The Battle That Changed the World (2006), The Overlook Press. ISBN 1-58567-566-0
- Termópilas. La batalla que cambió el mundo. Barcelona: Editorial Ariel. 2007. ISBN 978-84-344-5229-9.
- Ancient Greek Political Thought in Practice (2009), Cambridge University Press. ISBN 978-0-521-45455-1
- Ancient Greece: A History in Eleven Cities, (2009), Oxford University Press. ISBN 978-0-191-57157-2
- Democracy. A life, (2016), Oxford University Press. ISBN 978-0-19-969767-0 (Hbk), 978-0-19-881513-6 (Pbk).